# Stéphane Dermaux
Stéphane Dermaux, né le 13 juillet 1929 à Roncq et décédé le 30 octobre 1998 à Lille, est un homme politique français.

## Mandats
- 1er avril 1986 - 14 mai 1988 : Député du Nord (UDF-RPR)
- 1983 - 1989 : Maire de Tourcoing
- 1er juillet 1988 - 24 juillet 1989 : Député européen